# 臺東線
臺東線是指花蓮至臺東間，臺灣鐵路公司所經營的傳統鐵路幹線，行經整座花東縱谷平原，因規劃之初全線位於臺東廳而得名。後因花蓮縣、臺東縣分治，外界及新聞常稱為花東線、花東鐵路，臺東線為台鐵使用的正式稱呼。
臺東線原先包含花蓮臨港線、花蓮海岸線（海岸車站）及臺東海岸線，在東拓後兩條海岸線廢止，臺東新站－臺東站間較晚（2001年6月1日起）廢止。
和西部車站不同，自花蓮車站起到台東車站，車廂內的站名廣播包含阿美語。依序為：國語、台語、客語、英語、阿美語。

## 路線資料
- 經營管轄：臺灣鐵路公司
- 路線距離：花蓮＝臺東間150.9 公里（2014年7月）
- 軌距：1,067毫米
- 車站數：27（含起訖車站；2018年7月）
- 開業時間：1926年3月25日全線開通
- 雙線區間：
  - 壽豐＝光復間 25.7 km
  - 瑞穗＝三民間 9.3 km
  - 玉＝東間 6.7 km
  - 山＝臺東間 8.1 km
  - 目前雙線區間總長 49.8 km
- 雙線區間之橋梁：北清水溪橋、第二紅葉溪橋（舞鶴鐵橋）、樂樂溪橋（含客城一、二號橋）、新秀姑巒溪橋、第一山里溪橋、第二山里溪橋
- 電化區間：全線（交流25KV）
  - 2013年12月11日0時正式從花蓮送電至壽豐，2013年12月13日首度由台鐵E300型電力機車（E335）試運轉至壽豐，2013年12月19日晚間第182次PP推拉式自強號（機車編號E1047+1048）抵達花蓮站後，為配合台東線電氣化試運轉，PP車首度行駛至壽豐，為本款車首度駛入台東線的記錄。2013年12月25日0時全線送電。2014年4月14日台鐵EMU400型電聯車電聯車首度加入試運轉（車組編號EMU409+410）由花蓮至台東。2014年4月16日PP推拉式自強號試運轉（機車編號E1060+1063）於早上10點23分準點抵達台東站，為本款車首度跑完整條台東線的記錄，並且也在中途跑出130km/h的速度，為台東線鐵路87年來史上的創舉。2014年4月18日台鐵TEMU2000型電聯車普悠瑪號首度加入試運轉（車組編號TEMU2031+2032）由花蓮至台東。2014年6月28日於臺東站舉行「花東鐵路電氣化通車典禮」。[1]
- 隧道數目：5座
  - 豐田＝南平間：溪口（新建雙線淨空配置之河底隧道，取代原有的溪口一、二號河底隧道，現以雙線運行）
  - 鳳林＝萬榮間：鳳林（雙線淨空配置，現以雙線運行）
  - 萬榮＝光復間：光復（新建雙線淨空配置之河底隧道，取代原有的光復河底隧道，現以雙線運行）
  - 瑞穗＝三民間：自強（新建雙線淨空配置，取代原有的自強一、二號隧道，現以雙線運行）
  - 山＝臺東間：山（新建雙線淨空配置，取代原山里一號～七號，現以雙線運行）

## 歷史

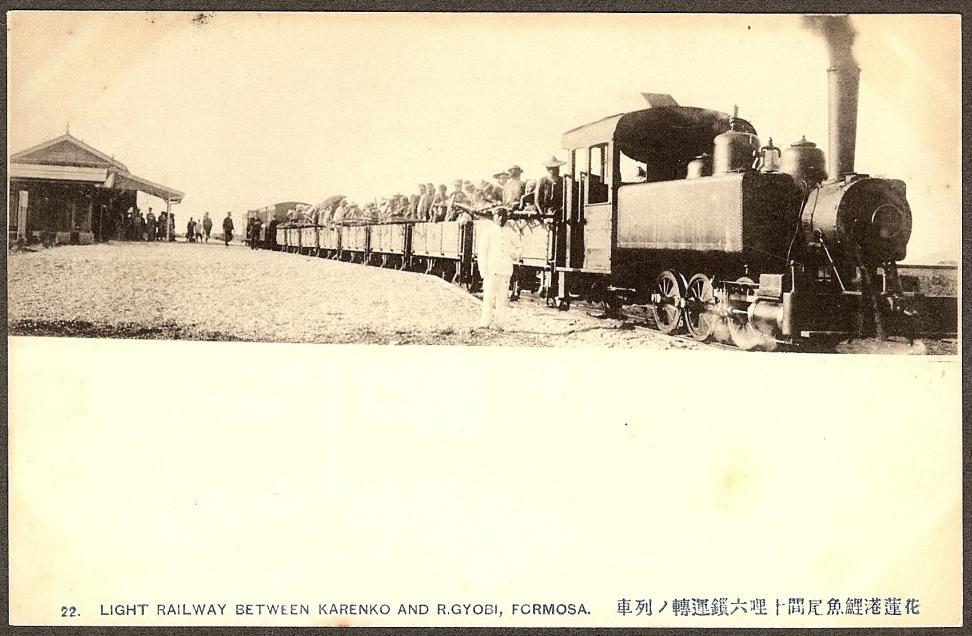
日治時期花蓮港鯉魚尾間蒸汽列車

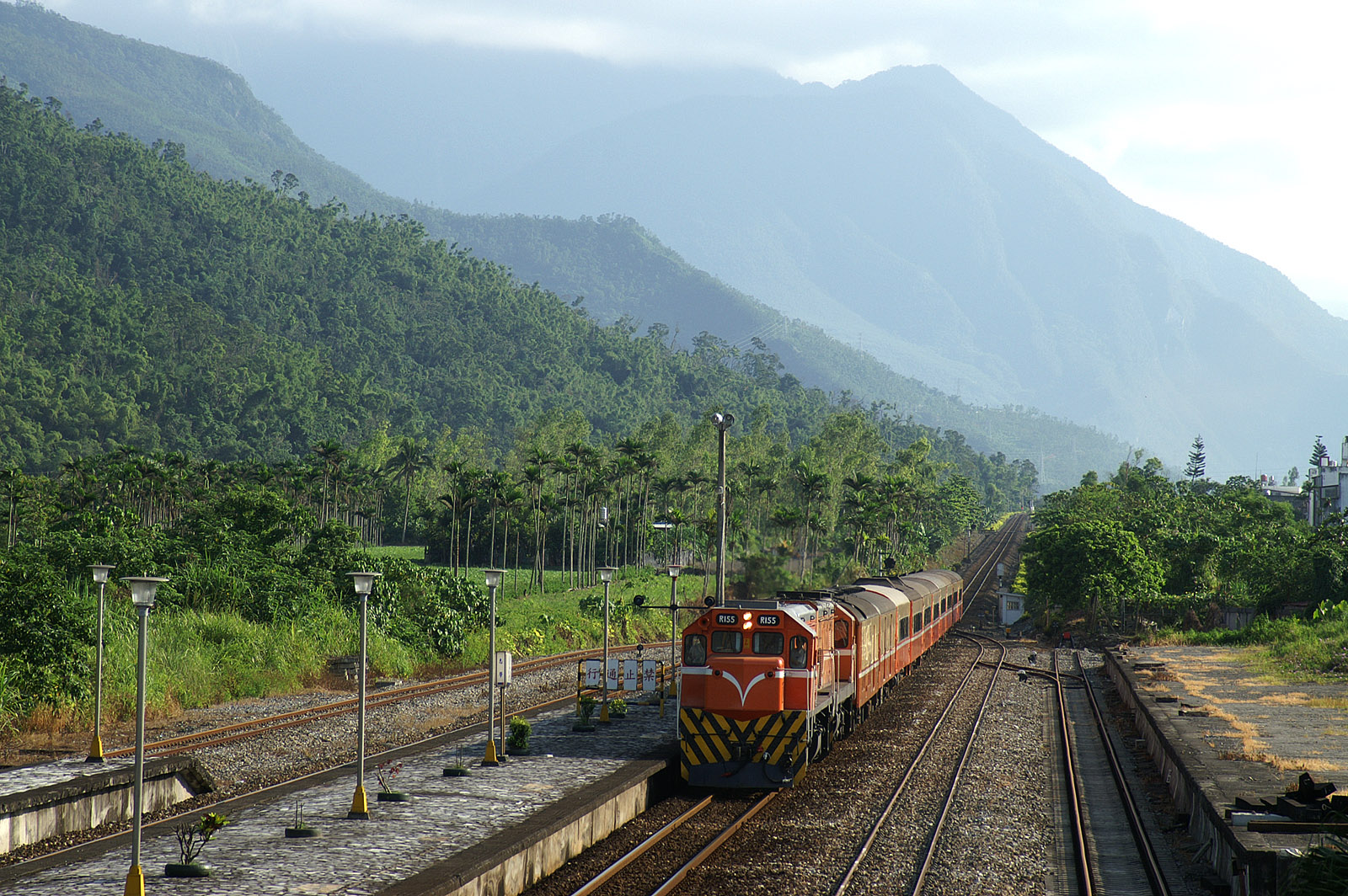
台東線風光（志學車站）

甲午戰爭後，台灣成為日本的殖民地，為了能夠有效統治各地，發展交通成為首要任務。當時的臨時臺灣鐵道隊於1897年1月開始探勘台灣東部的花蓮港地方鐵路路線，後續並由臺灣總督府鐵道部於1910年2月1日開始建設花蓮至璞石閣（今玉里）間的輕便鐵路，採用762mm軌距，但也前瞻性地保留了1067mm軌距的建築標準，以期日後能與西部縱貫線相互銜接。該段鐵路於1917年5月17日完工，共費時7年4個月及434萬日圓。
璞石閣以南的工程，列為當時的二期建設計畫，因為需求不甚迫切，當局決定暫緩興建。而臺東（今稱台東舊站）至里壠（今關山）間的鐵路，則由當時的台東開拓會社所建，於1919年12月16日通車。1920年代初期，當局在交通系統一元化政策下，將台東開拓會社興建的台東-里壠間的鐵路予以收買，改為官營，並於1921年續築璞石閣-里壠間的鐵路，終於在1926年完成總長171.8公里的台東線鐵路，並於1926年3月25日於璞石閣舉行全線通車典禮。
早期的台東線由於路線標準不佳，坡度大且彎道急，列車從花蓮到台東需花費7-8小時，貨運更需11小時以上。隨著時代進步，原本以蒸汽動力為主的鐵路車輛逐漸邁向柴油動力化，花東間行車時間逐漸縮短至4小時內。1968年利用柴油特快車行駛光華號後，兩地的行車時間縮短至3小時10分。在花東線鐵路瓶頸路段雙軌化暨全線電氣化計畫後，兩地行車時間已壓縮至90分鐘內（但現存路線已不進入臺東市區）。

### 臺東線拓寬計畫

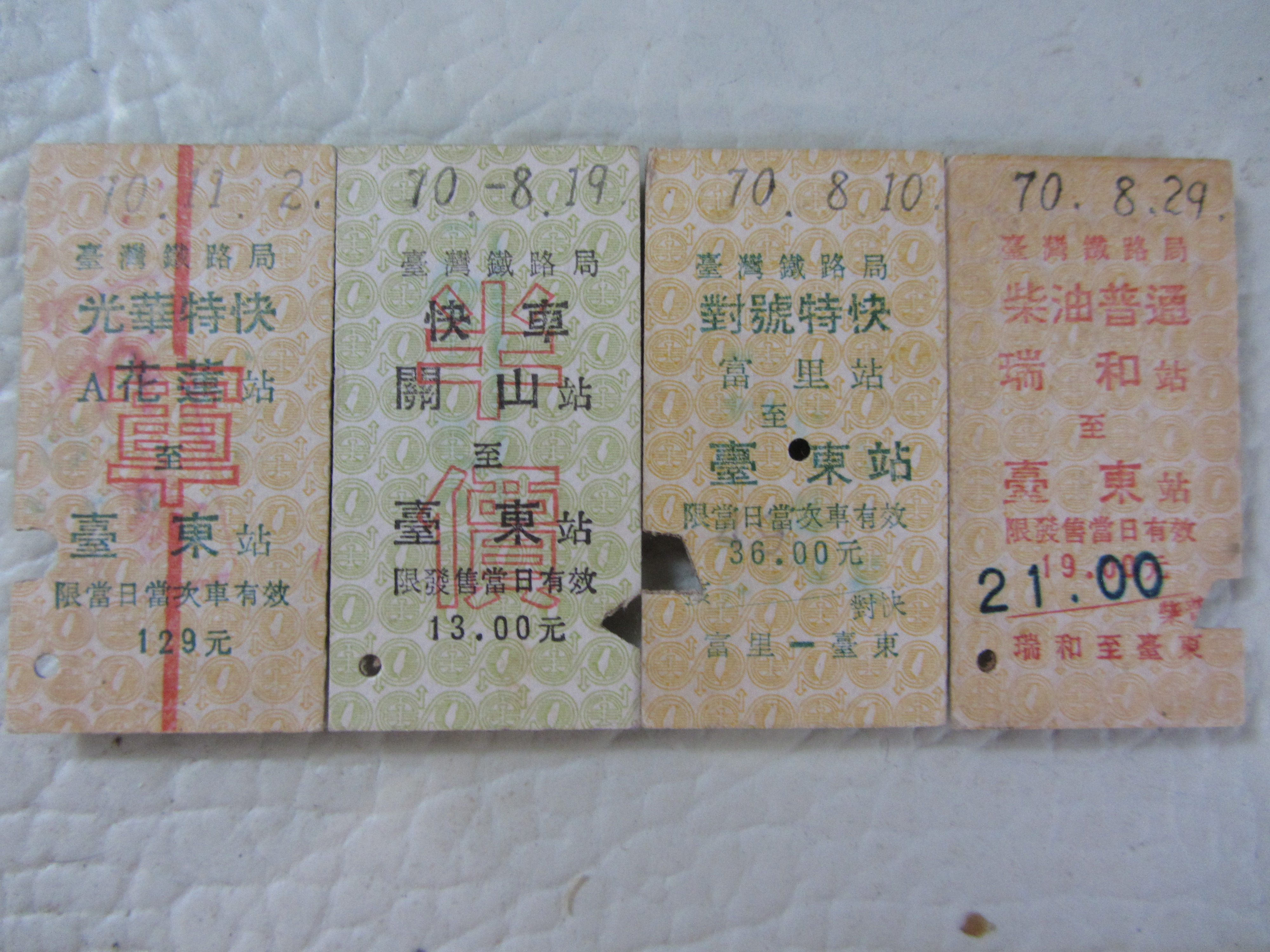
臺東線拓寬以前的名片式車票

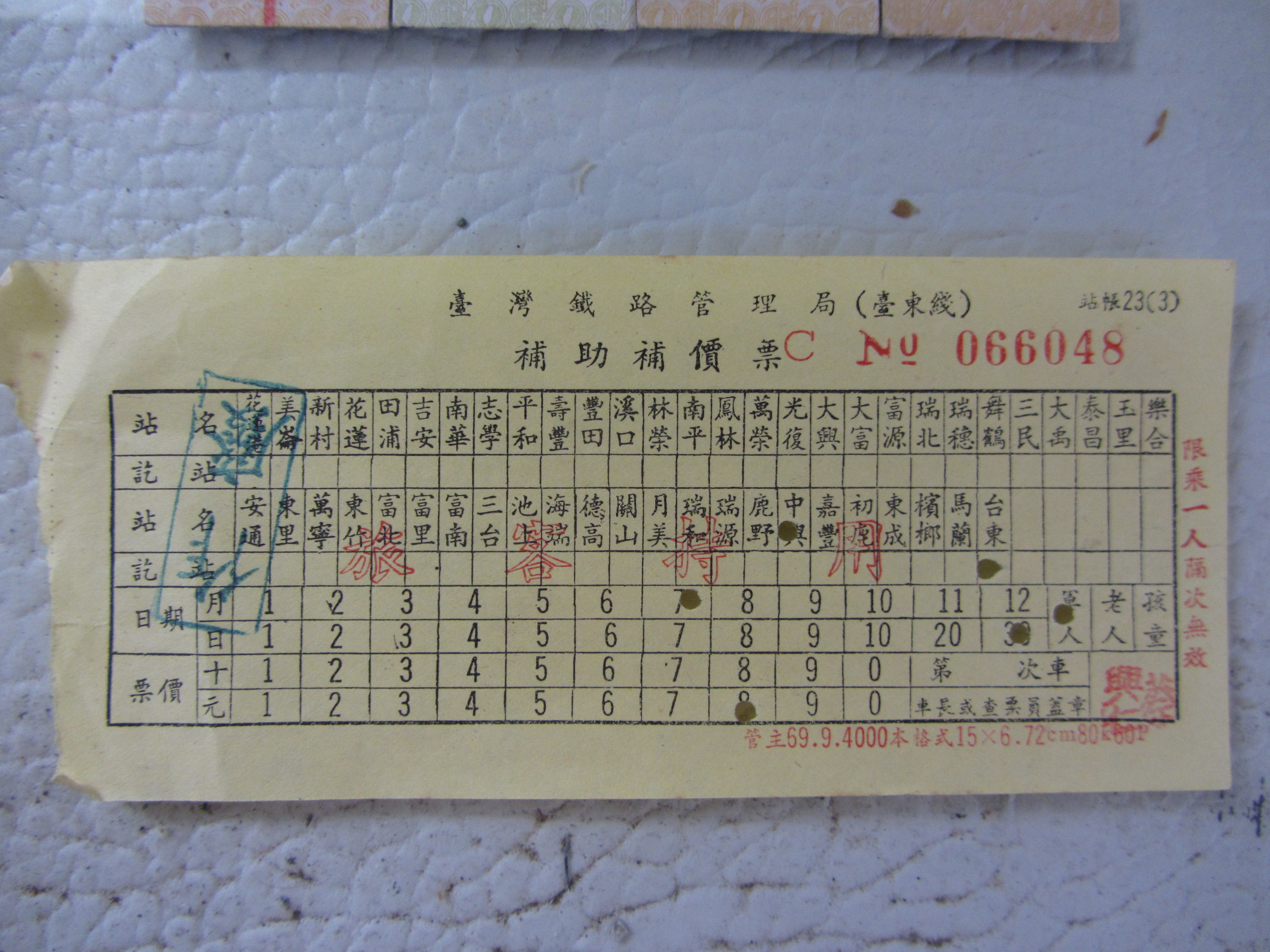
臺東線拓寬以前的補價票，可見該線所有車站名

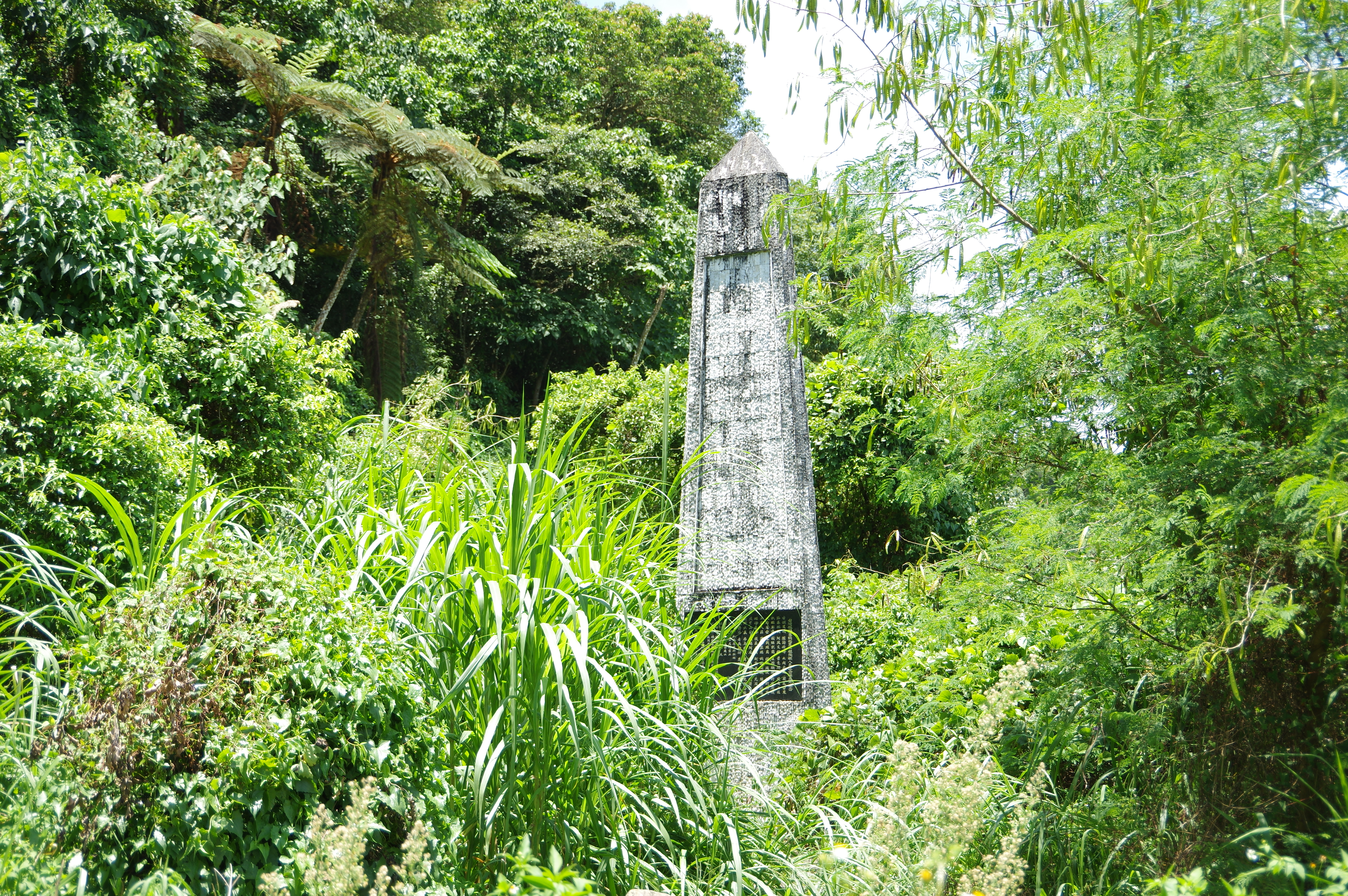
東線鐵路拓寬殉職人員紀念碑

花蓮港（花蓮舊站）、玉里間鐵路於1909年（明治42年）開工，至1917年完工通車。1922年收購台東開發公司所經營的台東鐵路，改名台東南線，營運範圍臺東到里壠，原台東線花蓮港到玉里路段，改名為台東北線。1926年兩線連接全線通車，改名為臺東線。1939年將鐵路由花蓮港（花蓮舊站）延伸到東花蓮港（現花蓮港車站）。
1982年，全長約168公里之臺東線，將軌距從762公厘拓寬為1,067公厘，在花蓮連接北迴線而與宜蘭線、縱貫線相通。最早於1967年由當時的花蓮管理處提出初步規畫，不過當時只著重於加強運能，最終亦未呈報上級實施。直到北迴線開始興建，南迴線也開始著手規劃後，完成環島鐵路的計畫才趨於成熟。
1977年12月1日，東線鐵路拓寬工程處成立，開始辦理路線拓寬規劃，並於1978年7月1日開始展開工程，先將原有鐵道兩側加建兩軌條以形成四條軌，使主線列車得以進出。施工期間為了維持鐵道運轉，須配合行車施工，備極艱辛。部份路線不良的地段，則以興建新線代替。而東部河川容易淤積的問題也是一大困擾，才會選擇二處興建河底隧道解決須經常疏濬的問題。
拓寬工程進行的同時北迴鐵路已經完工，當時台北南下的列車可直駛花蓮新站（今花蓮車站）後到達吉安，並在該站轉乘窄軌的台東線火車，直到1982年6月26日全線四條軌鐵道完工通車。但舞鶴－三民間的自強隧道因工程嚴重延誤，列車暫時以原有舊線經掃叭隧道運行，直到1985年初才正式完成。之後原有窄軌列車逐一更換轉向架或報廢，再將四條軌改成現在的形式。

### 花東線鐵路瓶頸路段雙軌化暨全線電氣化計畫

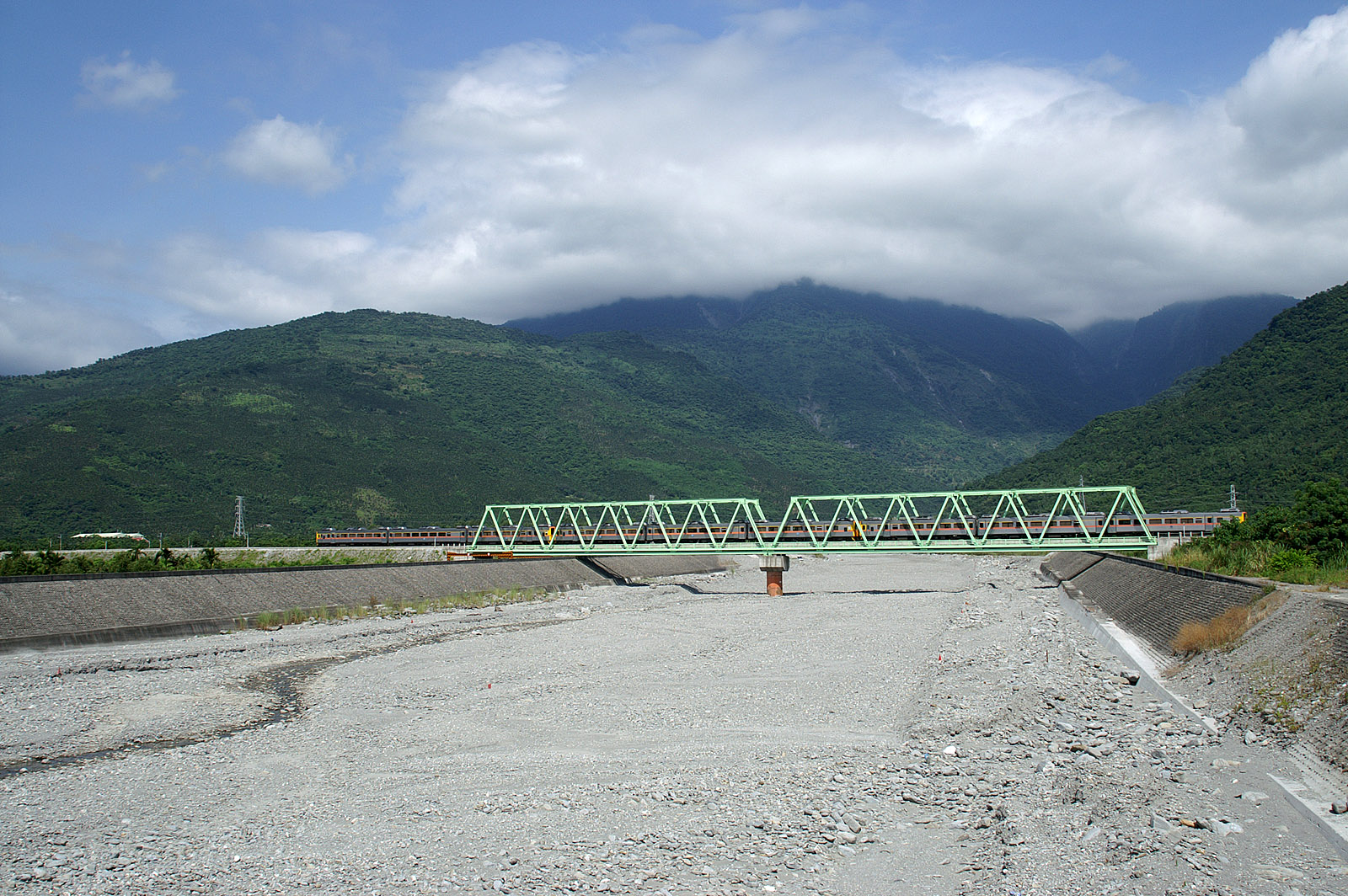
台東線最具特色之鋼樑橋-新加濃濃溪橋

自2000年起，為了提升臺東線的行車效率，部份路段加以改善。而自2009年起展開鐵路電氣化之相關工程，已經於2014年6月底完成，2014年6月28日於臺東站舉行「花東鐵路電氣化通車典禮」，屆時將以電氣化列車來提升行駛速度，臺北至臺東間行車時間可縮為3.5小時左右。總體改善工程2015年全部完工。

#### 改善完工項目

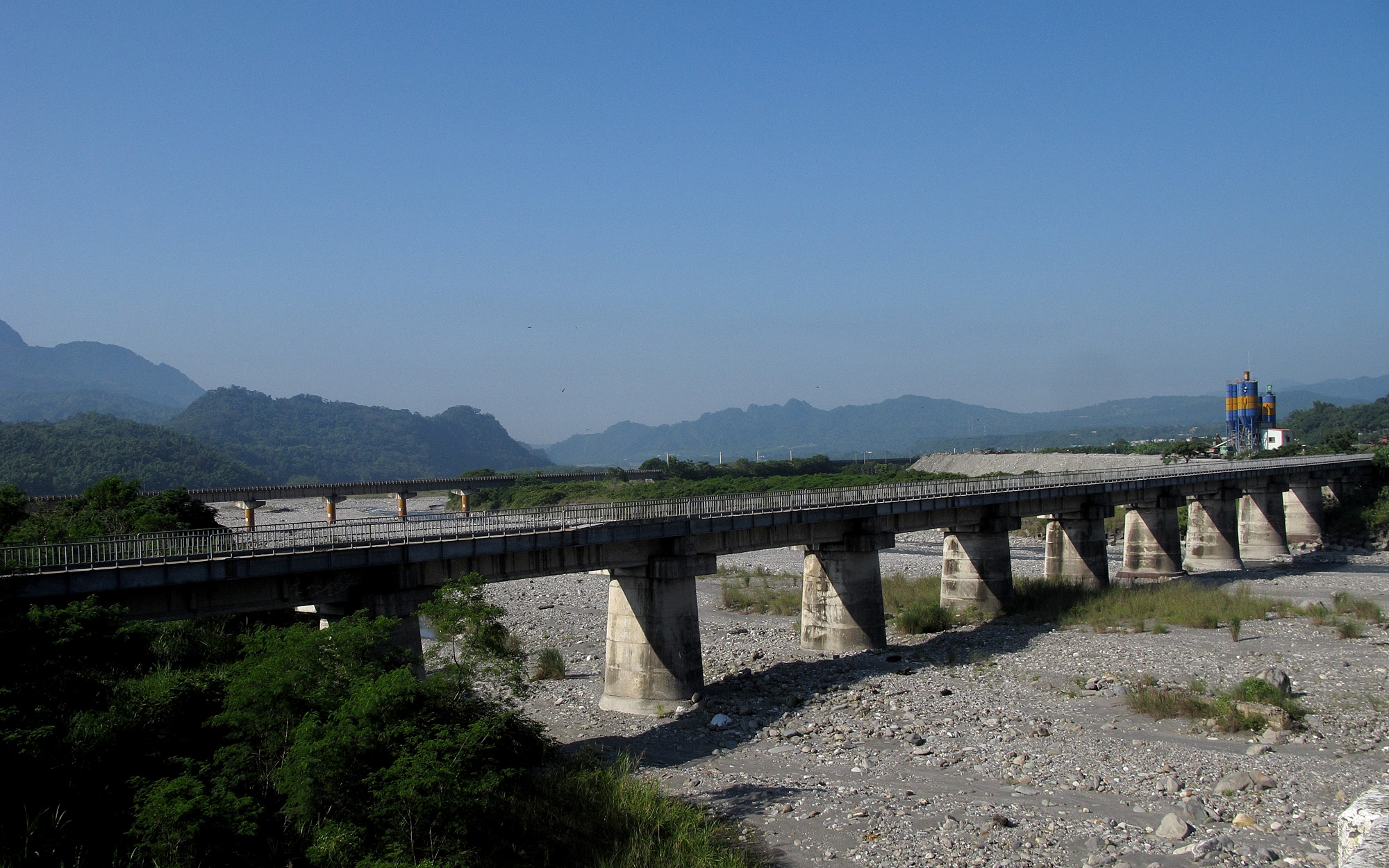
瑞源＝鹿野間截彎取直後廢棄的舊鹿寮溪橋

- 2003年4月，瑞源＝鹿野間截彎取直工程完工（包含重建鹿寮溪橋）[5]
- 2003年8月12日，海端站站場改建及路線截彎取直
- 2003年8月23日，配合馬蘭鉤溪橋改建，馬蘭鉤溪橋＝瑞穗間全線高架，富源站＝馬蘭鉤溪橋新設引道；廢除瑞北站[6]
- 2005年9月30日，舞鶴新設交會用號誌站
- 2005年11月23日，光復＝大富間加濃濃溪橋改建為兩孔下承型華倫式桁架橋，並新設引道4.5公里以避免橋樑被洪水沖毀
- 2007年1月17日，鳳林＝萬榮間改線；於鳳林站＝萬里溪橋間新建複線隧道一座及新建萬里溪橋（複線下承式）
- 2007年3月30日，玉里＝東里間截彎取直、雙線化（臺東線首段雙線化區間）；東里站西遷至新站址，安通站廢除
- 2013年6月27日，關山＝瑞和間截彎取直、高架化；月美站廢止。
- 2013年8月29日，新山隧道啟用；原山隧道群停用[7]。
- 2013年10月24日，新光隧道啟用；原光隧道舊線停用。
- 2013年11月14日，新溪隧道啟用；原溪口一號、二號隧道舊線及溪口站廢止[8]。
- 2013年11月28日，新豐坪溪橋啟用，舊豐坪溪橋以及3處平交道走入歷史[9]。
- 2015年8月26日：壽豐站切換為高架車站（僅啟用2、3股道）；同年10月1日：壽豐＝南平間雙線化啟用，豐田站不再辦理列車交會、待避等行車業務，故由三等站降為簡易站，並指定由壽豐站管理。
- 2016年12月27日：壽豐站啟用1、4股道[10]。
- 2017年9月26日，瑞穗＝三民間切換工程，西正線以及新自強隧道啟用。
- 瑞穗＝舞鶴間改善路線曲率
- 全線重軌化（採用50kg鋼軌）
- 號誌自動化（採用自動閉塞制）

#### 電氣化及車站效能提升計畫

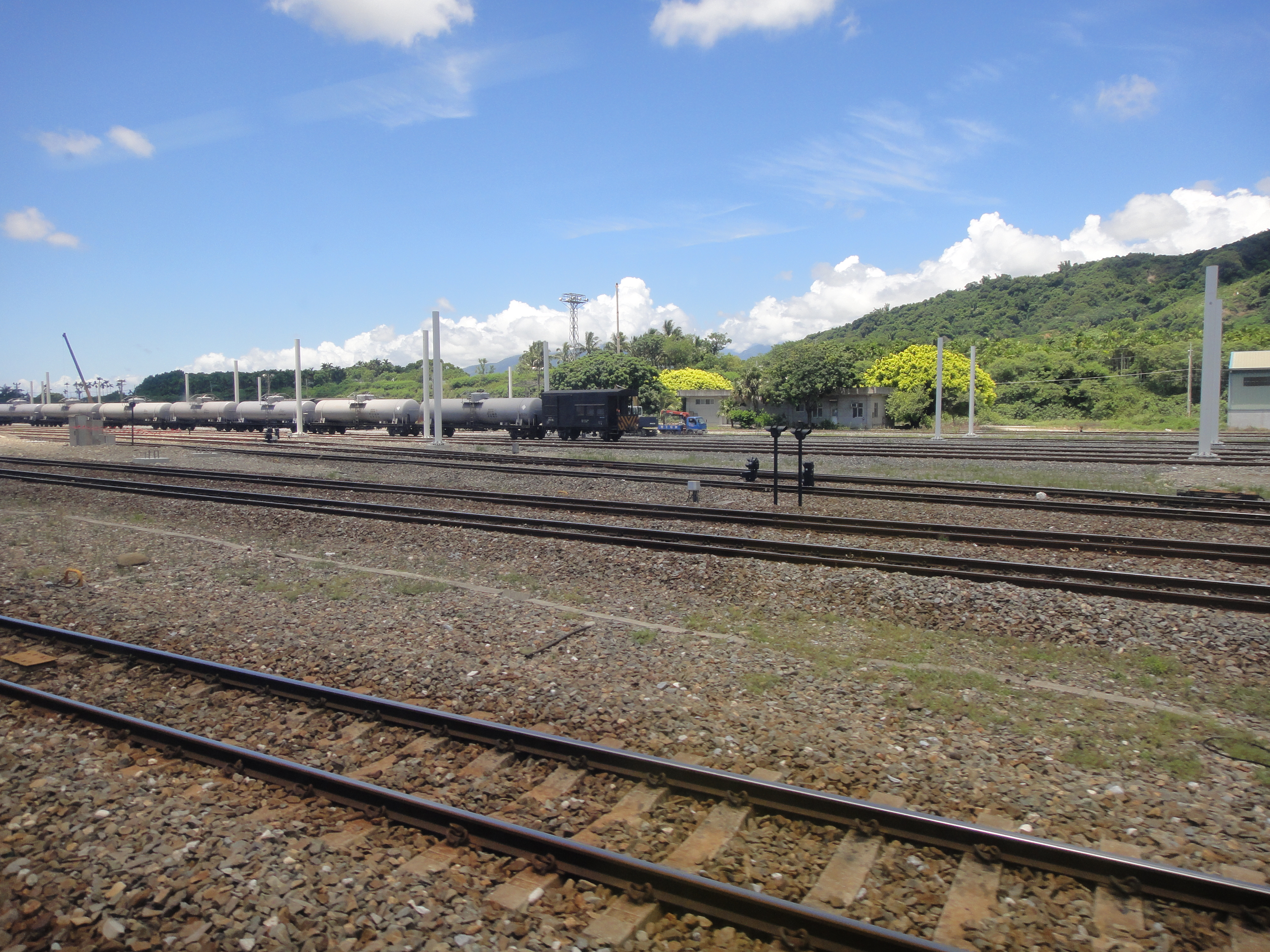
台東線電氣化工程高壓電纜線塔柱施作（台東車站暨台東機務段北側）

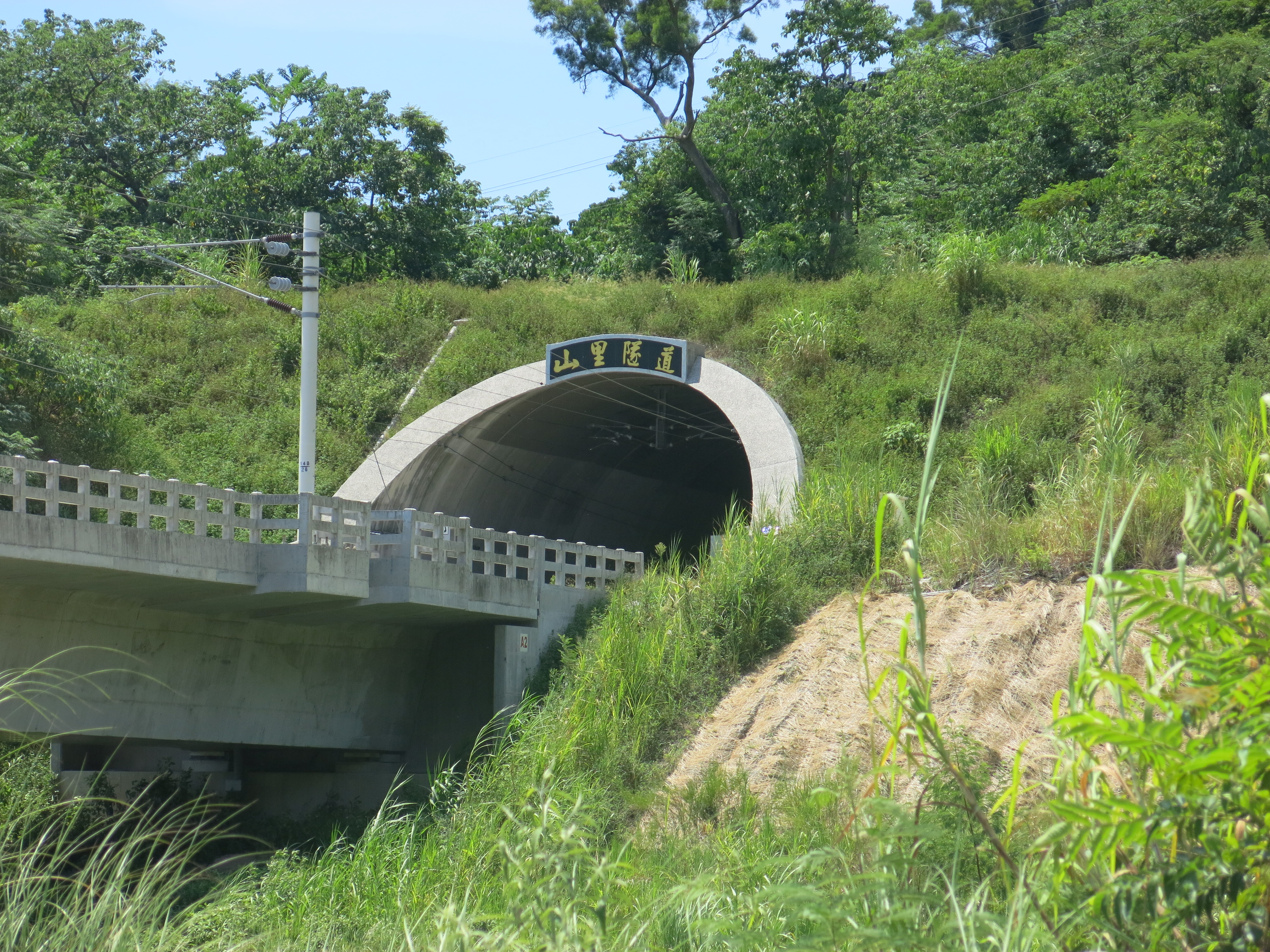
山里隧道興建工程（北側）

- 全線電氣化、部份路段線型改善，曲線半徑達到1000公尺以上、興建變電站（光復變電站、玉里變電站、關山變電站、知本變電站）、號誌與機電改善
- 改建橋梁
  - 光復溪橋（已完工啟用）
  - 第二紅葉溪橋（舞鶴鐵橋，已雙線完工啟用）
  - 豐坪溪橋（已完工啟用，但目前僅鋪設單線軌道）
  - 萬里溪橋（已完工啟用）
  - 鳳林圳橋
  - 第一深林橋
  - 第二深林橋
- 新建符合雙線電氣化淨空標準之隧道
  - 溪口河底隧道（已雙線完工啟用）
  - 鳳林隧道（已雙線完工啟用）
  - 光復河底隧道（已雙線完工啟用）
  - 自強隧道（已雙線完工啟用）
  - 山隧道（已雙線完工啟用）
- 截彎取直部份
  - 三民至玉里間（豐坪溪橋，已完工啟用並預留雙軌化空間）
  - 關山至瑞和間另闢高架路段（已完工啟用並預留雙軌化空間）
- 瓶頸路段雙線化
  - 壽豐至南平間（已雙線完工啟用）
  - 南平至萬榮間（已雙線完工啟用）
  - 萬榮至光復間（已雙線完工啟用）
  - 瑞穗至三民間（已雙線完工啟用）
  - 玉里至東里間（已雙線完工啟用）
  - 山至台東間（已雙線完工啟用）
- 車站整建
  - 站房修建：志學、平和、豐田、南平、鳳林、萬榮、光復、大富、瑞穗、富源、三民、玉里、東里、東竹、富里、池上、海端、關山、瑞源、鹿野、山里、台東
  - 跨站式站房：花蓮
  - 高架化：吉安（規劃中）、壽豐（已完工）
  - 新建車站（地下化）：林榮新光
  - 裁撤車站：溪口、月美

#### 未來計畫
- 花蓮縣政府於2013年向中華民國交通部申請『花蓮火車站至吉安火車站間臺鐵高架化與周邊土地開發計畫可行性研究』（花蓮鐵路高架化工程計畫）獲得經費補助，並已提交期末報告，然而未有後續消息。2023年，原屬東部快鐵計畫的花蓮鐵路高架化，交通部宣佈將其改納入花東鐵路雙軌化計畫內，吉安車站也將高架化。[11][12]
- 目前花東鐵路雙軌化計畫已於2020年9月已經交通部核定，預計2027年10月完工，2023年首標工程發包施工。[13]

## 路線運行概要
- 順行列車多以樹林為起站，終站為花蓮、臺東、知本。
- 逆行列車多以花蓮、臺東、知本為起站。
- 部份對號列車為東部幹線跨西部幹線及東部幹線跨南迴線，跨西部幹線列車多數起終站為樹林、彰化、高雄，亦有班次；跨南迴線列車則以新左營為起終站，台南亦有班次。
- 7601次和7602次貨物列車運行於臺東線全線。
- 自2014年起開行「仲夏寶島號」郵輪列車。由CT273牽引運轉。
- 因花蓮車站內股道使用趨於飽和，故服務附近鄉鎮之車次調整，增加樹林往返志學、壽豐、鳳林等站。
- 2022年9月18日，因2022年台東地震，造成全線多處軌道嚴重挫曲，新秀姑巒溪橋、樂樂溪橋及萬里溪第11橋墩均有受損，另外東里車站月台雨棚坍塌波及420次自強號[14]。經過連夜搶修，19日上午截至10時30分止。將富源-瑞穗、三民-玉里、富里-池上及瑞源-鹿野間軌道挫屈處更換完成，另有玉里-東里間軌道挫曲及電車線桿斷約40支，東竹-富里間軌道挫屈嚴重，持續搶修預估於25日完成。東里站待運安會勘驗量測後進場搶修，預估30日完成。另外受損嚴重的萬里溪橋、客城2號橋及新秀姑巒溪橋3座橋樑，牽涉到結構鑑定，待勘察檢測後再擬搶修計畫，其他橋梁同步詳細勘察中[15]。台鐵於21日更新進度，花蓮到玉里及台東到富里的路段於9月底前通車，另外玉里到富里約19公里的路段，受到新秀姑巒溪橋影響待修復[16][17]。11月21日，交通部長王國材在聽取台鐵局長杜微的搶修進度簡報後，裁示在安全無虞及通過路線壓力測試下，可於12月28日提前全線通車[18][19]。

## 使用車輛

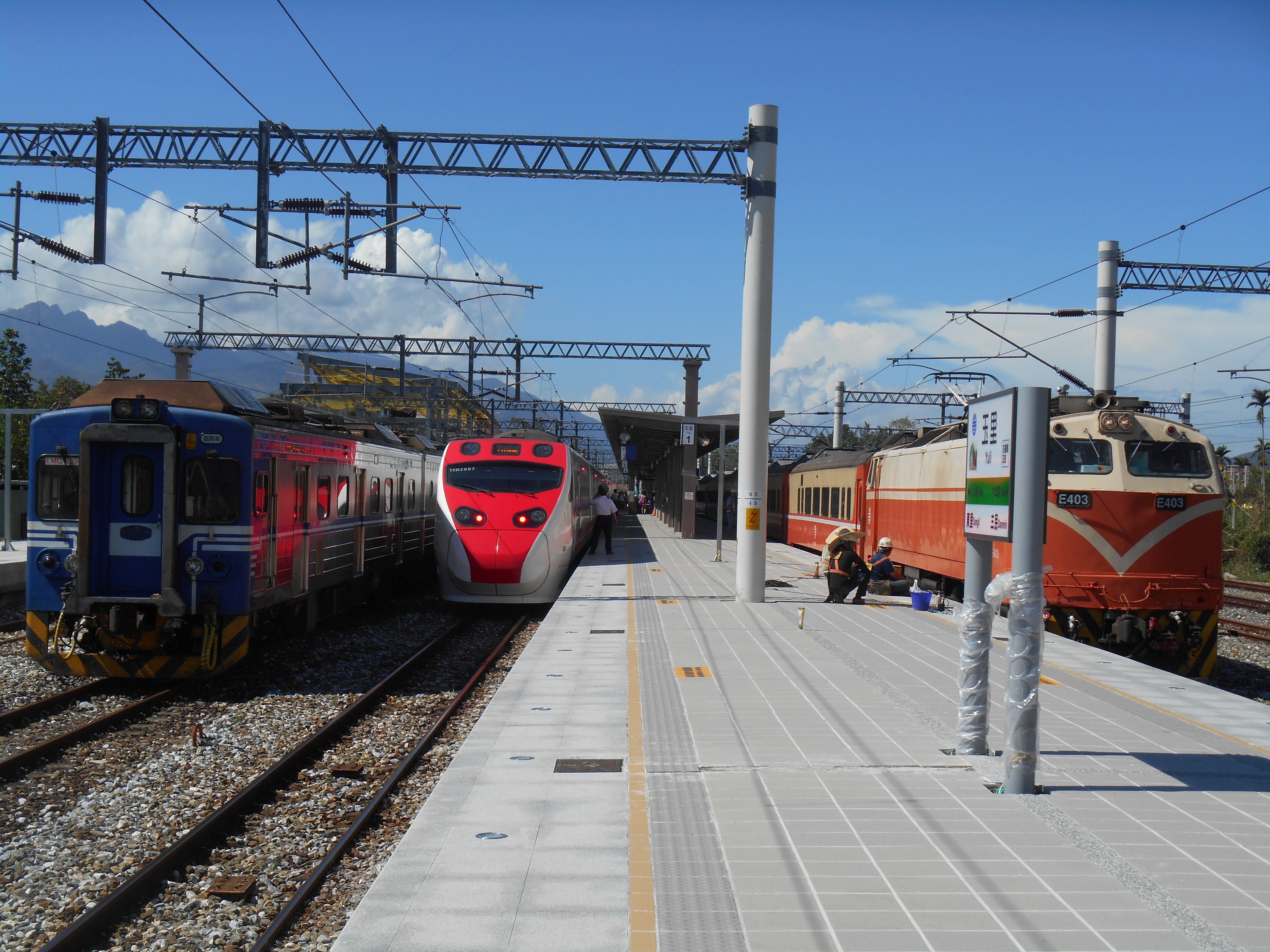
台東線電氣化後，各型電力車輛紛紛進入。（左為EMU500型電聯車，中為TEMU2000型傾斜式電聯車，右為E400型電力機車）

### 已停駛
- 普快車

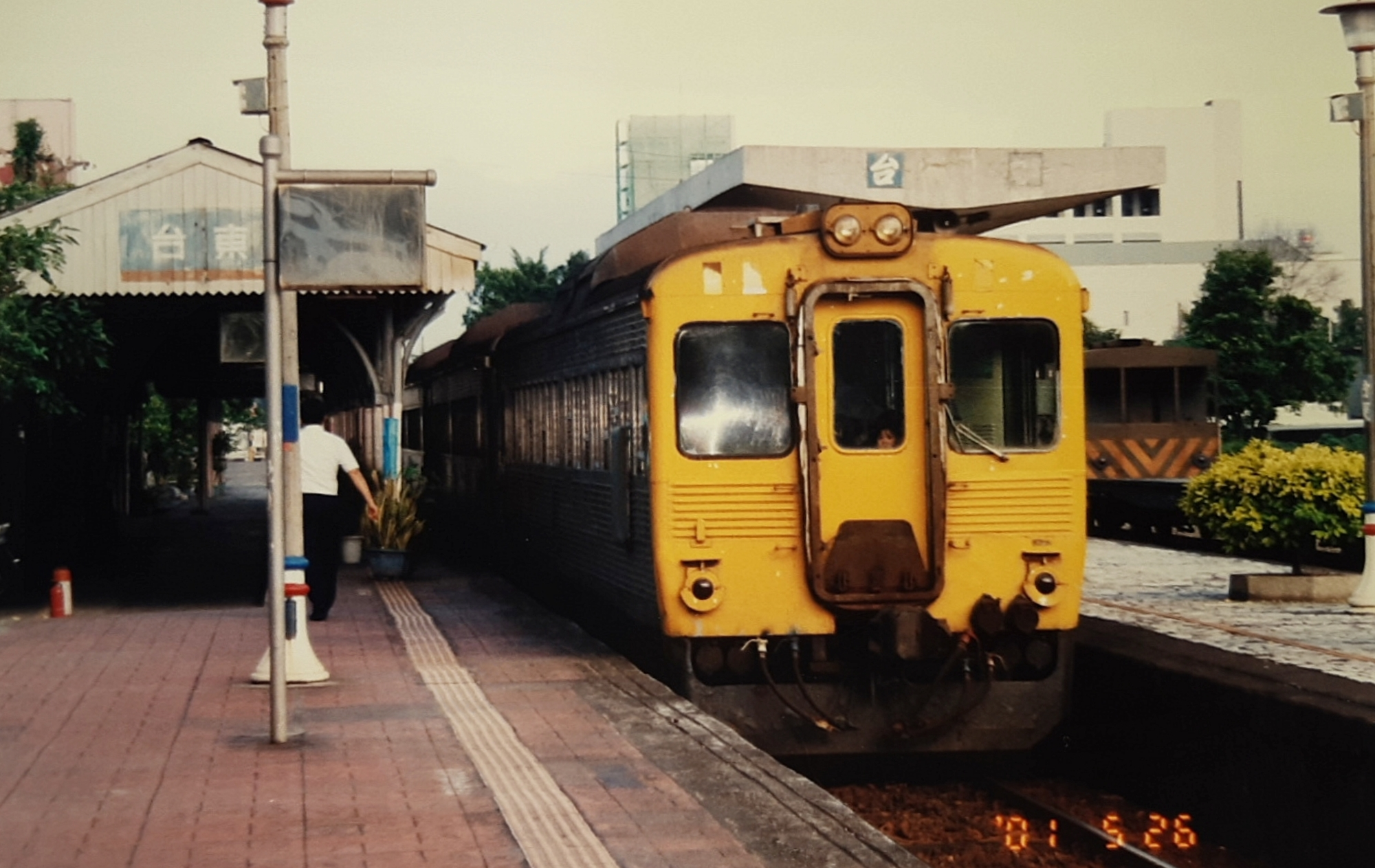
舊台東車站尚未裁撤前，停於該站的DR2700型柴油客車

  - 以花蓮市、玉里鎮、關山鎮、臺東市等城鎮為中心往復運轉。
  - 台東－玉里、玉里－花蓮間使用DR2700柴油客車行駛。
  - 由於DR2700柴油客車數量不足，關山－台東間4672次，台東－玉里間4681次，4684次改以普快車（SPK／TPK編成）行駛[20]。
  - 台鐵為提升服務品質，普快車於2014年7月16日起退出本線營運、改以EMU500行駛區間車。

## 車站一覽
（註：車站等級：分為特等、一等、二等、三等、甲簡、乙簡、丙簡、簡易、招呼、號誌）
- 2014年7月1日起，因東改及電氣化工程完成而進行全線營業里程重測。重測後路線總長由151.9公里縮短至150.9公里。[21]

### 營運中車站
| 車站名稱          | 車站名稱          | 車站代碼 | 營業里程 花蓮起 | 等級 | 續接／交會路線 | 備註 | 軌道 | 所在地   | 所在地 |
| 中文 （國音電碼） | 英譯              | 車站代碼 | 營業里程 花蓮起 | 等級 | 續接／交會路線 | 備註 | 軌道 | 所在地   | 所在地 |
| ----------------- | ----------------- | -------- | --------------- | ---- | -------------- | --- | ---- | -------- | ------ |
| 臺東線            |                   |          |                 |      |                | |      |          |        |
| 花蓮（ㄌㄧㄢ）    | Hualien           | 7000     | 0.0             | 特等 | →北迴線(終點)  | 臺東線起點，北迴線終點。原名花蓮新站，舊台東線花蓮站廢止後，花蓮新站改稱花蓮站。設有三個月台，第一、二月台間有四股軌道；車站北側設有花蓮機廠及花蓮機務段。2018年10月站體改建完工，為三層樓挑高站房，站內設有商店街。                                                                         | ∨    | 花 蓮 縣 | 花蓮市 |
| 吉安（ㄐㄢ）      | Ji'an             | 6250     | 3.4             | 三等 |                | 舊名吉野 | ◇    | 花 蓮 縣 | 吉安鄉 |
| 志學（ㄓㄝ）      | Zhixue            | 6240     | 12.4            | 三等 |                | 舊名賀田、志伯、豐年；鄰近國立東華大學 | ◇    | 花 蓮 縣 | 壽豐鄉 |
| 平和（ㄥㄏ）      | Pinghe            | 6230     | 15.3            | 招呼 |                | 舊名池南；由壽豐站管理。 | ｜   | 花 蓮 縣 | 壽豐鄉 |
| 壽豐（ㄕㄈ）      | Shoufeng          | 6220     | 17.2            | 三等 |                | 舊名壽、鯉魚尾；已於2015年8月26日切換為高架車站。 | ∧    | 花 蓮 縣 | 壽豐鄉 |
| 豐田（ㄈㄊ）      | Fengtian          | 6210     | 19.9            | 簡易 |                | 鄰近臺灣觀光學院、豐田移民村 | ∥    | 花 蓮 縣 | 壽豐鄉 |
| 林榮新光（ㄌㄖ）  | Linrong Shin Kong | 6200     | 26.1            | 簡易 |                | 原名平林，1962年12月15日改名林榮。站址在27.7KM處，東拓後廢止，後來因地方需求，在電氣化時復站，但站址遷移到26.1公里處，為地下車站，已於2018年7月10日重新啟用。 是台鐵少數廢站後再重啟的案例，亦是民間捐贈土地、出資興建復站的首例，故新站命名時冠上出資企業（新光集團）名稱；由鳳林車站管理。 | ∥    | 花 蓮 縣 | 鳳林鎮 |
| 南平（ㄋㄆ）      | Nanping           | 6190     | 28.3            | 三等 |                | 舊名林田 鄰近南平中學 貨運為主；由鳳林車站管理。 | ∥    | 花 蓮 縣 | 鳳林鎮 |
| 鳳林（ㄈㄌㄣ）    | Fenglin           | 6180     | 32.5            | 三等 |                | 南端為鳳林隧道。 | ∥    | 花 蓮 縣 | 鳳林鎮 |
| 萬榮（ㄨㄢㄖ）    | Wanrong           | 6170     | 37.3            | 三等 |                | 舊名馬里勿、萬里橋、萬，昔有萬森線鐵路跟林田山林場林鐵連接。 | ∥    | 花 蓮 縣 | 鳳林鎮 |
| 光復（ㄍㄈ）      | Guangfu           | 6160     | 42.9            | 三等 |                | 舊名馬太鞍、上大和、台安；車站北邊設有「光復河底隧道」，昔有側線與花蓮糖廠連接。 | ∨    | 花 蓮 縣 | 光復鄉 |
| 大富（ㄉㄈㄩ）    | Dafu              | 6150     | 50.6            | 招呼 |                | 舊名大和；由富源站管理。 | ｜   | 花 蓮 縣 | 光復鄉 |
| 富源（ㄈㄩ）      | Fuyuan            | 6140     | 53.6            | 三等 |                | 舊名拔仔、白川、百庄 | ◇    | 花 蓮 縣 | 瑞穗鄉 |
| 瑞穗（ㄖㄟ）      | Ruisui            | 6130     | 62.8            | 三等 |                | 舊名水尾。 | ∧    | 花 蓮 縣 | 瑞穗鄉 |
| 三民（ㄙㄇ）      | Sanmin            | 6120     | 72.1            | 三等 |                | 舊名三笠，北邊有自強隧道、掃叭隧道； | ∨    | 花 蓮 縣 | 玉里鎮 |
| 玉里（ㄩㄌㄧ）    | Yuli              | 6110     | 83.1            | 一等 |                | 舊名璞石閣；台東線除端點站外唯一的一等站。 | ∧    | 花 蓮 縣 | 玉里鎮 |
| 長良              | Changliang        | －       | －              | －   |                | 規劃中，已預留場地。 | ∥    | 花 蓮 縣 | 玉里鎮 |
| 東里（ㄉㄥㄌ）    | Dongli            | 6100     | 89.8            | 三等 |                | 舊名大、東部大里，於2007年3月30日搬移站場。 | ∨    | 花 蓮 縣 | 富里鄉 |
| 東竹（ㄉㄓ）      | Dongzhu           | 6090     | 95.7            | 三等 |                | 舊名頭人埔、東部竹田。 | ◇    | 花 蓮 縣 | 富里鄉 |
| 富里（ㄈㄌㄧ）    | Fuli              | 6080     | 101.9           | 三等 |                | 舊名公埔。 | ◇    | 花 蓮 縣 | 富里鄉 |
| 池上（ㄔㄕ）      | Chishang          | 6070     | 108.8           | 三等 |                | | ◇    | 臺 東 縣 | 池上鄉 |
| 海端（ㄏㄉ）      | Haiduan           | 6060     | 114.4           | 乙簡 |                | 舊名新武呂、海瑞；由關山車站管理 | ◇    | 臺 東 縣 | 關山鎮 |
| 關山（ㄍㄢㄕ）    | Guanshan          | 6050     | 120.9           | 三等 |                | 舊名里壠 | ◇    | 臺 東 縣 | 關山鎮 |
| 瑞和（ㄖㄏ）      | Ruihe             | 6040     | 128.3           | 招呼 |                | 舊名大埔、瑞豐；由瑞源站管理 | ｜   | 臺 東 縣 | 鹿野鄉 |
| 瑞源（ㄖㄩ）      | Ruiyuan           | 6030     | 131.1           | 三等 |                | 舊名大原 | ◇    | 臺 東 縣 | 鹿野鄉 |
| 鹿野（ㄌㄧㄝ）    | Luye              | 6020     | 136.6           | 三等 |                | 彎道月台 | ◇    | 臺 東 縣 | 鹿野鄉 |
| 山（ㄕㄢㄌ）      | Shanli            | 6010     | 142.8           | 三等 |                | 南方至臺東間有山隧道（原山隧道群已廢止） | ∧    | 臺 東 縣 | 卑南鄉 |
| 臺東（ㄊㄞㄉ）    | Taitung           | 6000     | 150.9           | 一等 | →南迴線(終點)  | 位於卑南遺址旁，距離台東市區約5公里。臺東線及南迴線終點，車站北側設有臺東機務段。 本站於台東線拓寬完工時站名為卑南，1991年12月16日改稱臺東新站，台鐵國音電碼（ㄊㄉㄒ））。2001年6月1日臺東舊站廢止，本站於同年12月1日起改稱臺東車站。                                                        | ∨    | 臺 東 縣 | 臺東市 |

### 廢止車站及設施
| 車站名稱            | 車站名稱        | 編號 | 營業里程 花蓮起 | 等級 | 續接／交會路線 | 廢止日期       | 備註 | 所在地 | 所在地 |
| 中文 （國音電碼）   | 英譯            | 編號 | 營業里程 花蓮起 | 等級 | 續接／交會路線 | 廢止日期       | 備註 | 所在地 | 所在地 |
| ------------------- | --------------- | ---- | --------------- | ---- | -------------- | -------------- | --- | ------ | ------ |
| 海岸                | Kaigan (Hai'an) |      | (-1.1)          |      |                | 1941年4月19日  | 1939年以前曾為臺東線起點                                                                                              | 花蓮縣 | 花蓮市 |
| 花蓮舊 （ㄌㄧㄢ）   | Hualien         | 047  | 0.0             | 一等 | 花蓮─吉安      | 1982年6月27日  | 東拓時廢止，舊名花蓮港；過去曾為臺東線起點，曾有路線至海岸車站及花蓮臨港線                                            | 花蓮縣 | 花蓮市 |
| 田浦（ㄊㄅ）        | Tienpu          | 046  | 2.3             | 三等 |                | 1982年6月27日  | 東拓時廢止，又稱田埔；花蓮─吉安；過去曾為本線新（現行路線）、舊（已廢止；至花蓮舊站）路線、嵐山森林鐵路太昌線的分歧點 | 花蓮縣 | 花蓮市 |
| 干城（ㄍㄔ）        | Gancheng        | 044  | 8.2             | 三等 | 吉安─志學      | 1994年4月1日   | 舊名初音、南華；昔有中華紙漿廠專用線分岐                                                                              | 花蓮縣 | 吉安鄉 |
| 溪口（ㄑㄎ）        | Xikou           | 039  | 24.0            | 招呼 |                | 2013年11月14日 | 在河底隧道完工通車前為折返式車站                                                                                      | 花蓮縣 | 壽豐鄉 |
| 大興（ㄉㄚㄒ）      | Daxing          | 033  | ---             | 招呼 | 光復─大富      | 1981年1月15日  | | 花蓮縣 | 光復鄉 |
| 瑞北（ㄖㄟㄅ）      | Ruibei          | 030  | 59.8            | 招呼 | 富源─瑞穗      | 2003年8月23日  | | 花蓮縣 | 瑞穗鄉 |
| 舞鶴號誌（ㄨㄏ）    | Wuhe Signal     | 028  | 67.3            | 號誌 | 瑞穗─三民      | 2017年9月26日  | 新自強隧道啟用後廢止                                                                                                  | 花蓮縣 | 瑞穗鄉 |
| 大禹（ㄉㄚㄩ）      | Dayu            | 026  | 78.4            | 三等 | 三民─玉里      | 1995年3月1日   | 舊名末廣 | 花蓮縣 | 玉里鎮 |
| 泰昌（ㄊㄔㄤ）      | Taichang        | ---  | 83.0            | 招呼 | 大禹─玉里      | 1982年6月27日  | 東拓時廢止 | 花蓮縣 | 玉里鎮 |
| 樂合（ㄌㄜㄏ）      | Lehe            | 024  | ---             | 招呼 |                | 1981年1月15日  | 玉里-東竹間改線段上                                                                                                   | 花蓮縣 | 玉里鎮 |
| 安通（ㄢㄊ）        | Antong          | 023  | 89.8            | 招呼 |                | 2007年3月30日  | 玉里-東竹間截彎取直完工改線之後廢站                                                                                   | 花蓮縣 | 富里鄉 |
| 萬寧（ㄨㄢㄋ）      | Wanning         | 021  | ---             | 招呼 |                | 1982年6月27日  | 東拓時廢止 | 花蓮縣 | 富里鄉 |
| 富北（ㄈㄅㄟ）      | Fubei           | 019  | ---             | 招呼 |                | 1982年6月27日  | 東拓時廢止 | 花蓮縣 | 富里鄉 |
| 富南（ㄈㄋㄢ）      | Funan           | 017  | ---             | 招呼 |                | 1982年6月27日  | 東拓時廢止 | 花蓮縣 | 富里鄉 |
| 三台（ㄙㄢㄊ）      | Santai          | 016  | 114.6           | 招呼 |                | 1982年6月27日  | 東拓時廢止；位於三台村（今富南村）                                                                                    | 花蓮縣 | 富里鄉 |
| 德高（ㄉㄜㄍ）      | Degao           | 013  | ---             | 招呼 |                | 1982年6月27日  | 東拓時廢止 | 臺東縣 | 關山鎮 |
| 月美（ㄩㄝ）        | Yuemei          | 011  | 125.2           | 招呼 |                | 2013年6月27日  | 因截彎取直工程而廢止；舊名月野                                                                                        | 臺東縣 | 關山鎮 |
| 中興（ㄓㄒㄥ）      | Zhongxing       | 007  | ---             | 招呼 |                | 1982年6月27日  | 東拓前廢止；位於1984年改線前的鹿野＝卑南（今臺東）間舊線上(台東縣鹿野鄉和平社區)                                      | 臺東縣 | 卑南鄉 |
| 嘉豐（ㄐㄈㄥ）      | Jiafeng         | 006  | 150.2           | 三等 |                | 1982年6月27日  | 東拓時廢止；舊名稻葉；位於鹿野＝卑南（今臺東）間舊線上；折返式車站                                                    | 臺東縣 | 卑南鄉 |
| 初鹿（ㄔㄌㄨ）      | Chulu           | 005  | 155.6           | 三等 |                | 1982年6月27日  | 東拓時廢止；位於鹿野＝卑南（今臺東）間舊線上                                                                          | 臺東縣 | 卑南鄉 |
| 東成（ㄉㄥㄔ）      | Dongcheng       | 004  | ---             | 招呼 |                | 1982年6月27日  | 東拓前廢止；位於鹿野＝卑南（今臺東）間舊線上                                                                          | 臺東縣 | 卑南鄉 |
| 檳榔（ㄅㄌㄤ）      | Binlang         | 003  | 162.1           | 三等 |                | 1982年6月27日  | 東拓時廢止；舊名日奈敷；位於鹿野＝卑南（今臺東）間舊線上；折返式車站，站房仍存。                                      | 臺東縣 | 卑南鄉 |
| 馬蘭（ㄇㄚ）        | Malan           | 002  | 168.3           | 三等 |                | 2001年8月1日   | 2001年6月1日起停辦客運業務，同年8月1日起廢站。旁有台東糖廠及中油油槽，昔有側線連接。                                  | 臺東縣 | 臺東市 |
| 台東舊 （ㄊㄞㄉ）   | Taitung         | 001  | 170.7           | 一等 |                | 2001年6月1日   | 過去曾為臺東線終點，以下稱為臺東海岸線（東拓時廢止）；現為臺東鐵道藝術村，是臺東市的 一個熱門景點                     | 臺東縣 | 臺東市 |
| 臺東海岸 （ㄊㄞㄏ） | Taitung Haian   | ---  | 171.8           | 貨運 |                | 1982年6月27日  | 東拓時廢止；全名台東海岸貨物取扱所，由臺東站管理，屬於臺東站的一部分                                                  | 臺東縣 | 臺東市 |

註：
1. 部分車站之國音電碼無資料或遺失資料
2. 東拓前的車站編號有些在廢站後移交給附近的新設車站使用
3. 廢線上的車站以當時的營業里程為準，東拓前以花蓮舊站為起點計
4. 玉里以南的里程有所變更
5. 乙種簡易站定義為不在當站控制列車交會的客運站，海端站成為首座符合此定義的車站
6. 台東、花蓮車站之拼音照國際通用式為威妥瑪式拼音

## 外部連結
- 交通部鐵道局 （页面存档备份，存于）
- 交通部臺灣鐵路管理局 （页面存档备份，存于）